# 匂坂克久
匂坂 克久（さぎさか かつひさ）は、日本の文部科学官僚。文部科学省国際交流官等を経て、国立科学博物館副館長、国立科学博物館附属自然教育園長。

## 人物・経歴
北海道北見市生まれ、札幌市育ち。北海道札幌西高等学校を経て、北海道大学法学部卒業。1988年文部省入省、大臣官房人事課総務班配属。1993年文部省教育助成局教職員課免許係長。1995年文部省大臣官房総務課行政事務管理室課長補佐。1996年北茨城市教育委員会事務局教育次長。1998年科学技術庁科学技術振興局国際課国際交流推進室長補佐。
1999年経済協力開発機構科学技術産業局出向。2001年東京都教育委員会学務部都立高校改革推進担当課長。2003年文部科学省スポーツ・青少年局企画・体育課企画官。2005年内閣府沖縄振興局総務課企画官。同年独立行政法人沖縄科学技術研究基盤整備機構研究事業部長。2008年文化庁文化部国語課長。2010年文部科学省科学技術・学術政策局国際交流官。
2012年内閣府政策統括官（科学技術政策・イノベーション担当）付参事官（イノベーション推進担当）。2015年文化庁長官官房国際課長。2016年から文部科学省大臣官房国際課長を務め、国際バカロレアの推進にあたった。2017年国立大学法人東京外語大学理事兼事務局長。2019年独立行政法人国立科学博物館理事兼副館長兼附属自然教育園長。2023年文部科学省国際統括官付国際交渉分析官。